# Carta da forno

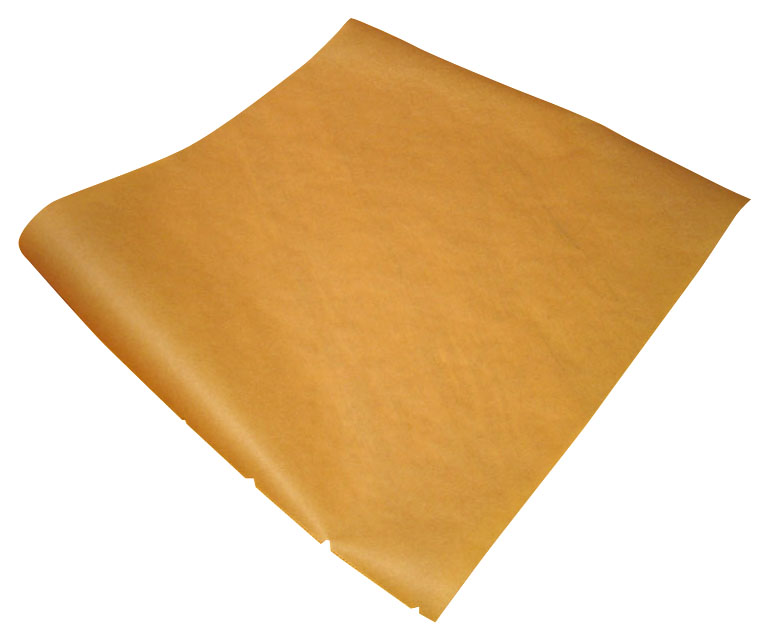
Carta da forno

La carta da forno è una carta impermeabile usata per cucinare del cibo in forno.

## Descrizione
La carta da forno evita che i cibi si attacchino alla placca da forno, permette di rinunciare all'uso di grassi come la margarina, il burro e l’olio; resiste in genere a temperature fino a 250 gradi ma il consiglio, secondo gli esperti, è di non oltrepassare i 220 °C, temperatura oltre la quale potrebbe contaminare l'alimento con sostanze indesiderate.
Può trattarsi di una carta semplicemente rivestita di silicone (in genere le gomme siliconiche hanno la peculiarità di essere notevolmente resistenti al calore e agli attacchi chimici), oppure di carta simile a pergamena ottenuta in un bagno a base di agenti chimici come l'acido solforico.
Chi immette in commercio una carta da forno, così come qualsiasi altro oggetto destinato ad entrare in contatto con alimenti, è tenuto a rilasciare una dichiarazione sulla sicurezza, in modo da certificare che il prodotto contenga solo sostanze ammesse dalla legge.